# مارک بردشاو
مارک بردشاو (انگلیسی: Mark Bradshaw؛ زادهٔ ۱۹۸۳) آهنگساز اهل استرالیا است.